# 阔阔出
阔阔出（？—1313年2月11日），元世祖忽必烈的第八子，封宁王。
至元八年（1271年），阔阔出随北平王那木罕出镇阿力麻里（今新疆霍城县水定镇西北）西征海都。至元十四年（1277年，一说十三年），与那木罕同被昔里吉劫持。后来叛王们内讧，至元二十一年（1281年）阔阔出被释归。至元二十六年（1289年），始封宁远王，赐龟纽鋈金银印。三十年（1293年），从侄子皇太孙铁穆尔备兵北边。第二年（1294年），忽必烈去世，铁穆尔入嗣大统为元成宗，以北边军事托付于阔阔出，节制诸军。与诸王卡木忽儿等在八邻击败海都。大德二年（1298），遭笃哇袭击，兵败，师久无功。大德三年（1299年），因失职，被罢归，命海山在军中代替他，他随军效力。十一年（1307年），元武宗海山即位，以阔阔出翊戴之功，进封宁王，换兽纽金印。至大三年（1310年），三宝奴告发阔阔出与越王秃剌的儿子阿剌纳失里图谋不轨，元武宗命楚王牙忽都等审问他们下狱。平章察乃、铁哥廷辨，诬告得释，还是流放高丽，其妃完者被赐死，称畏兀儿僧铁里等二十四人为同谋或者知而不告，都凌迟处死。审问的官员升秩二等，赐牙忽都金千两、银七千五百两，三宝奴赐号答剌罕，把阔阔出清州食邑赐给他。皇庆元年（1312年），铁哥奏：世祖皇子只有宁王健在，宜赐还。元仁宗同意了，将他释归本部。皇慶二年正月十六日（1313年2月11日），阔阔出去世。二子：薛彻秃，阿都赤。

## 资料来源
- 《元史·宗室世系表》
- 《新元史》